# Kuvajtski dinar
Kuvajtski dinar, ISO 4217: KWD je službeno sredstvo plaćanja u Kuvajtu. Označava se simbolom  K.D. a dijeli se na 100 filsa.
Kuvajtski dinar je uveden 1961. godine, kada je zamijenio zaljevsku rupiju, i to u omjeru 13⅓ rupija za 1 dinar.
U optjecaju su kovanice od 5, 10, 20, 50, 100 filsa, i novčanice od ¼, ½, 1, 5, 10 i 20 dinara. 
Kuvajtski dinar je trenutno najjača valuta u optjecaju. s tečajem od 20,60 HRK za 1 KWD. stanje: 14. svibnja 2021.